# Campionati europei di ginnastica artistica femminile 2010
I XXVIII Campionati europei femminili di ginnastica artistica sono stati la 28ª edizione dei campionati europei di ginnastica artistica femminili, validi per la qualificazione di una atleta juniores dell'anno 1995 per nazione alla I edizione dei Giochi olimpici giovanili di Singapore.

## Podi

### Senior
| Evento                            | Oro                                                                                        | Punti   | Argento                                                                                 | Punti   | Bronzo                                                                 | Punti   |
| Concorso a squadre (dettagli)     | Russia Aliya Mustafina Tatiana Nabieva Ekaterina Kurbatova Anna Myzdrikova Ksenia Semenova | 169,700 | Gran Bretagna Elizabeth Tweddle Rebecca Downie Nicole Hibbert Niamh Rippin Jocelyn Hunt | 168,275 | Romania Ana Porgras Amelia Racea Diana Maria Chelaru Raluca Oana Haidu | 164,975 |
| Corpo libero (dettagli)           | Elizabeth Tweddle                                                                          | 14,825  | Anna Myzdrikova                                                                         | 14,325  | Diana Maria Chelaru                                                    | 14,125  |
| Volteggio (dettagli)              | Ekaterina Kurbatova                                                                        | 14,287  | Youna Dufournet                                                                         | 14,275  | Tatiana Nabieva                                                        | 14,150  |
| Parallele asimmetriche (dettagli) | Elizabeth Tweddle                                                                          | 15,875  | Aliya Mustafina                                                                         | 15,050  | Natalija Kononenko                                                     | 14,750  |
| Trave (dettagli)                  | Amelia Elena Racea                                                                         | 14,400  | Aliya Mustafina                                                                         | 14,375  | Raluca Oana Haidu                                                      | 13,950  |

### Junior
| Evento                            | Oro                                                                                          | Punti   | Argento                                                                      | Punti   | Bronzo                                                                | Punti   |
| Concorso a squadre (dettagli)     | Russia Viktorija Komova Anastasija Grišina Marija Paseka Anastasia Sidrova Violetta Malikova | 173,750 | Romania Larisa Iordache Diana Bulimar Rusu Dorina Diana Margarit B. Neagu M. | 164.700 | Italia Carlotta Ferlito Erika Fasana Francesca Deagostini Giulia Leni | 161.450 |
| Concorso individuale (dettagli)   | Viktorija Komova                                                                             | 58.375  | Anastasija Grišina                                                           | 56.950  | Larisa Iordache                                                       | 55.675  |
| Corpo libero (dettagli)           | Anastasija Grišina Larisa Iordache                                                           | 14.275  | non assegnato                                                                | —       | Anastasia Sidrova                                                     | 14.200  |
| Volteggio (dettagli)              | Viktorija Komova                                                                             | 14,950  | Marija Paseka                                                                | 14,275  | Erika Fasana                                                          | 13,912  |
| Parallele asimmetriche (dettagli) | Anastasija Grišina                                                                           | 15,375  | Viktorija Komova                                                             | 15,200  | Diana Laura Bulimar                                                   | 13,575  |
| Trave (dettagli)                  | Viktorija Komova                                                                             | 14,900  | Larisa Iordache                                                              | 14,575  | Tess Moonen                                                           | 13,975  |

## Medagliere
| Posizione | Paese         | Oro | Argento | Bronzo | Totale |
| --------- | ------------- | --- | ------- | ------ | ------ |
| 1         | Russia        | 8   | 6       | 1      | 15     |
| 2         | Romania       | 2   | 2       | 5      | 9      |
| 3         | Gran Bretagna | 2   | 1       | 0      | 3      |
| 4         | Italia        | 0   | 0       | 2      | 2      |
| 5         | Francia       | 0   | 1       | 0      | 1      |
| 6         | Ucraina       | 0   | 0       | 1      | 1      |
| 7         | Paesi Bassi   | 0   | 0       | 1      | 1      |
| Totale    | Totale        | 12  | 10      | 8      | 30     |